# 이리고지 전투

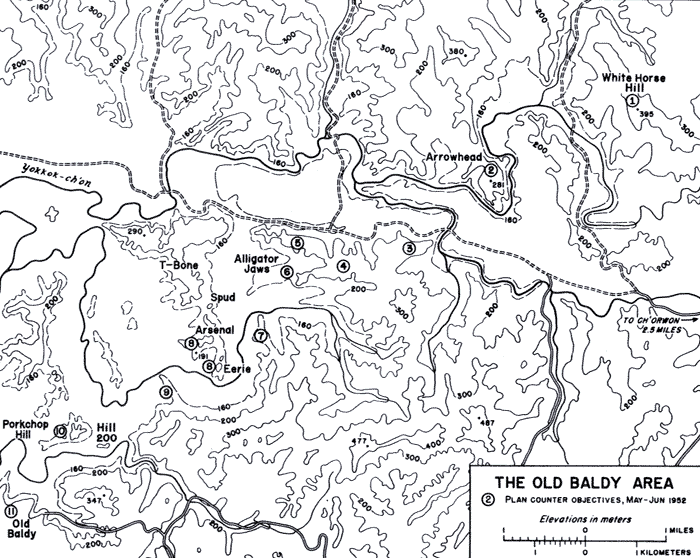
전투 당시 이리고지 및 그 주변 지역 지도.

이리고지 전투 혹은 에리고지 전투(Battle of Hill Eerie)는 필리핀군과 중공군 사이에 1952년 3월 21일부터 7월 18일까지 철원의 이리고지(Hill Eerie)에서 벌어진 전투이다.